# Dibrivsk, Zaricine
Dibrivsk (în ucraineană Дібрівськ) este localitatea de reședință a comunei Dibrivsk din raionul Zaricine, regiunea Rivne, Ucraina.

## Demografie
Componența lingvistică a localității Dibrivsk
     Ucraineană (99,76%)
     Alte limbi (0,24%)
Conform recensământului din 2001, majoritatea populației localității Dibrivsk era vorbitoare de ucraineană (99,76%), existând în minoritate și vorbitori de alte limbi.